# Liste der Bodendenkmäler in Neustadt am Main
Auf dieser Seite sind die Bodendenkmäler in der unterfränkischen Gemeinde Neustadt am Main zusammengestellt. Diese Tabelle ist eine Teilliste der Liste der Bodendenkmäler in Bayern. Grundlage ist die Bayerische Denkmalliste, die auf Basis des Bayerischen Denkmalschutzgesetzes vom 1. Oktober 1973 erstmals erstellt wurde und seither durch das Bayerische Landesamt für Denkmalpflege geführt wird. Die folgenden Angaben ersetzen nicht die rechtsverbindliche Auskunft der Denkmalschutzbehörde.

## Bodendenkmäler der Gemeinde

### Bodendenkmäler in der Gemarkung Neustadt a.Main
| Lage                                  | Objekt | Akten-Nr.     | Bild           |
| ------------------------------------- | --- | ------------- | -------------- |
| Neustadt a.Main (Standort)            | Ringwall karolingisch-ottonischer Zeitstellung und Befunde des Mittelalters und der frühen Neuzeit im Bereich der Katholischen Friedhofskirche St. Michael. Siehe auch: Karolinger, Ottonen, Mittelalter, Neuzeit                                                        | D-6-6023-0011 |                |
| Neustadt a.Main Klosterhof (Standort) | Siedlung karolingischer Zeitstellung sowie Befunde des späten Mittelalters und der frühen Neuzeit im Bereich der ehemalige Benediktinerabtei von Neustadt a.Main mit ehemalige Klosterkirche sowie Garten- und Wirtschaftsareal einschließlich zugehöriger Teichanlagen. | D-6-6023-0013 | weitere Bilder |
| Neustadt a.Main (Standort)            | Vor- und frühgeschichtliche Abschnittsbefestigung Gaiberg. | D-6-6023-0014 |                |
| Neustadt a.Main (Standort)            | Frühneuzeitliche Glashütte. Siehe auch: Glashütte | D-6-6023-0030 |                |
| Neustadt a.Main (Standort)            | Befunde des Mittelalters und der frühen Neuzeit im Bereich der abgegangenen Kapelle St. Peter und Paul. | D-6-6023-0065 |                |